# Lee Korzits
Lee Korzits, née le 25 mars 1984 à Hofit, est une véliplanchiste israélienne.

## Carrière
Lee Korzits remporte le titre en planche à voile féminine aux Championnats du monde de voile 2003. Aux Jeux olympiques d'été de 2004, elle se classe treizième de l'épreuve de Mistral.
Elle est médaillée d'argent des Championnats d'Europe de RS:X en 2011 et médaillée d'or aux Championnats du monde de voile 2011. L'année suivante, la véliplanchiste israélienne termine sixième de l'épreuve de RS:X aux Jeux olympiques d'été de 2012.
Elle entre à l'International Jewish Sports Hall of Fame en 2017.